# Dynamenella remex
Dynamenella remex is een pissebed uit de familie Sphaeromatidae. De wetenschappelijke naam van de soort is voor het eerst geldig gepubliceerd in 2005 door Schotte & Kensley.